# Evezés az 1996. évi nyári olimpiai játékokon
Az 1996. évi nyári olimpiai játékokon az evezésben tizennégy versenyszámban osztottak érmeket.

## Éremtáblázat
(A rendező ország csapata eltérő háttérszínnel, az egyes számoszlopok legmagasabb értéke vagy értékei vastagítással kiemelve.)
| Az 1996. évi nyári olimpiai játékok éremtáblázata evezésben | Az 1996. évi nyári olimpiai játékok éremtáblázata evezésben | Az 1996. évi nyári olimpiai játékok éremtáblázata evezésben | Az 1996. évi nyári olimpiai játékok éremtáblázata evezésben | Az 1996. évi nyári olimpiai játékok éremtáblázata evezésben | Olimpia  |
| ----------------------------------------------------------- | ----------------------------------------------------------- | ----------------------------------------------------------- | ----------------------------------------------------------- | ----------------------------------------------------------- | -------- |
|                                                             | Ország                                                      | Arany                                                       | Ezüst                                                       | Bronz                                                       | Összesen |
| 1.                                                          | Ausztrália (AUS)                                            | 2                                                           | 1                                                           | 3                                                           | 6        |
| 2.                                                          | Németország (GER)                                           | 2                                                           | 1                                                           | 1                                                           | 4        |
| 3.                                                          | Svájc (SUI)                                                 | 2                                                           | 0                                                           | 0                                                           | 2        |
| 3.                                                          | Románia (ROU)                                               | 2                                                           | 0                                                           | 0                                                           | 2        |
| 5.                                                          | Kanada (CAN)                                                | 1                                                           | 4                                                           | 1                                                           | 6        |
| 6.                                                          | Hollandia (NED)                                             | 1                                                           | 1                                                           | 1                                                           | 3        |
| 7.                                                          | Nagy-Britannia (GBR)                                        | 1                                                           | 0                                                           | 1                                                           | 2        |
| 7.                                                          | Dánia (DEN)                                                 | 1                                                           | 0                                                           | 1                                                           | 2        |
| 7.                                                          | Belgium (BEL)                                               | 1                                                           | 0                                                           | 1                                                           | 2        |
| 10.                                                         | Olaszország (ITA)                                           | 1                                                           | 0                                                           | 0                                                           | 1        |
|                                                             |                                                             |                                                             |                                                             |                                                             |          |
| 11.                                                         | Egyesült Államok (USA)                                      | 0                                                           | 3                                                           | 1                                                           | 4        |
| 12.                                                         | Franciaország (FRA)                                         | 0                                                           | 1                                                           | 3                                                           | 4        |
| 13.                                                         | Norvégia (NOR)                                              | 0                                                           | 1                                                           | 0                                                           | 1        |
| 13.                                                         | Kína (CHN)                                                  | 0                                                           | 1                                                           | 0                                                           | 1        |
| 13.                                                         | Ukrajna (UKR)                                               | 0                                                           | 1                                                           | 0                                                           | 1        |
|                                                             |                                                             |                                                             |                                                             |                                                             |          |
| 16.                                                         | Oroszország (RUS)                                           | 0                                                           | 0                                                           | 1                                                           | 1        |
|                                                             |                                                             |                                                             |                                                             |                                                             |          |
| Összesen                                                    | Összesen                                                    | 14                                                          | 14                                                          | 14                                                          | 42       |

## Férfi

### Éremtáblázat
| Az 1996. évi nyári olimpiai játékok éremtáblázata férfi evezésben | Az 1996. évi nyári olimpiai játékok éremtáblázata férfi evezésben | Az 1996. évi nyári olimpiai játékok éremtáblázata férfi evezésben | Az 1996. évi nyári olimpiai játékok éremtáblázata férfi evezésben | Az 1996. évi nyári olimpiai játékok éremtáblázata férfi evezésben | Olimpia  |
| ----------------------------------------------------------------- | ----------------------------------------------------------------- | ----------------------------------------------------------------- | ----------------------------------------------------------------- | ----------------------------------------------------------------- | -------- |
|                                                                   | Ország                                                            | Arany                                                             | Ezüst                                                             | Bronz                                                             | Összesen |
| 1.                                                                | Svájc (SUI)                                                       | 2                                                                 | 0                                                                 | 0                                                                 | 2        |
| 2.                                                                | Ausztrália (AUS)                                                  | 1                                                                 | 1                                                                 | 2                                                                 | 4        |
| 3.                                                                | Németország (GER)                                                 | 1                                                                 | 1                                                                 | 1                                                                 | 3        |
| 4.                                                                | Hollandia (NED)                                                   | 1                                                                 | 1                                                                 | 0                                                                 | 2        |
| 5.                                                                | Nagy-Britannia (GBR)                                              | 1                                                                 | 0                                                                 | 1                                                                 | 2        |
| 6.                                                                | Dánia (DEN)                                                       | 1                                                                 | 0                                                                 | 0                                                                 | 1        |
| 6.                                                                | Olaszország (ITA)                                                 | 1                                                                 | 0                                                                 | 0                                                                 | 1        |
|                                                                   |                                                                   |                                                                   |                                                                   |                                                                   |          |
| 8.                                                                | Kanada (CAN)                                                      | 0                                                                 | 2                                                                 | 0                                                                 | 2        |
| 9.                                                                | Franciaország (FRA)                                               | 0                                                                 | 1                                                                 | 2                                                                 | 3        |
| 10.                                                               | Egyesült Államok (USA)                                            | 0                                                                 | 1                                                                 | 1                                                                 | 2        |
| 11.                                                               | Norvégia (NOR)                                                    | 0                                                                 | 1                                                                 | 0                                                                 | 1        |
|                                                                   |                                                                   |                                                                   |                                                                   |                                                                   |          |
| 12.                                                               | Oroszország (RUS)                                                 | 0                                                                 | 0                                                                 | 1                                                                 | 1        |
|                                                                   |                                                                   |                                                                   |                                                                   |                                                                   |          |
| Összesen                                                          | Összesen                                                          | 8                                                                 | 8                                                                 | 8                                                                 | 24       |

### Érmesek
| Az 1996. évi nyári olimpiai játékok érmesei férfi evezésben | | | |
| Versenyszám                                                 | Arany | Ezüst | Bronz |
| Egypárevezős                                                | Xeno Müller · Svájc (SUI) | Derek Porter · Kanada (CAN) | Thomas Lange · Németország (GER) |
| Kétpárevezős                                                | Olaszország (ITA) · Agostino Abbagnale · Davide Tizzano | Norvégia (NOR) · Steffen Skår Størseth · Kjetil Undset | Franciaország (FRA) · Frédéric Kowal · Samuel Barathay |
| Könnyűsúlyú kétpárevezős                                    | Svájc (SUI) · Michael Gier · Markus Gier | Hollandia (NED) · Maarten van der Linden · Pepijn Aardewijn | Ausztrália (AUS) · Bruce Hick · Anthony Edwards |
| Kormányos nélküli kettes                                    | Nagy-Britannia (GBR) · Steve Redgrave · Matthew Pinsent | Ausztrália (AUS) · David Weightman · Robert Geoffrey Scott | Franciaország (FRA) · Michel Andrieux · Jean Christophe Rolland |
| Négypárevezős                                               | Németország (GER) · Andreas Hajek · Stephan Volkert · André Steiner · André Willms                                                                                            | Egyesült Államok (USA) · Tim Young · Eric Mueller · Brian Jamieson · Jason Gailes                                                                                          | Ausztrália (AUS) · Janusz Hooker · Boden Joseph Hanson · Duncan Free · Ronald Snook |
| Kormányos nélküli négyes                                    | Ausztrália (AUS) · Nicholas Green · Drew Ginn · James Tomkins · Mike McKay | Franciaország (FRA) · Bertrand Vecten · Olivier Moncelet · Daniel Fauché · Giles Bosquet                                                                                   | Nagy-Britannia (GBR) · Gregory Searle · Jonathan William Searle · Rupert John Obholzer · Tim Foster |
| Könnyűsúlyú kormányos nélküli négyes                        | Dánia (DEN) · Victor Feddersen · Niels Henriksen · Thomas Poulsen · Eskild Ebbesen                                                                                            | Kanada (CAN) · Brian Peaker · Jeffrey Lay · Dave Boyes · Gavin Hassett | Egyesült Államok (USA) · Marc Schneider · Jeff Pfaendtner · David Collins · William Carlucci |
| Nyolcas                                                     | Hollandia (NED) · Koos Maasdijk · Ronald Florijn · Jeroen Duyster · Michiel Bartman · Henk-Jan Zwolle · Niels van der Zwan · Niels van Steenis · Diederik Simon · Nico Rienks | Németország (GER) · Mark Kleinschmidt · Detlef Kirchhoff · Wolfram Huhn · Roland Baar · Marc Weber · Ulrich Viefers · Peter Thiede · Thorsten Streppelhoff · Frank Richter | Oroszország (RUS) · Anton Csermasencev · Andrej Gluhov · Dmitrij Rozinkevics · Vlagyimir Vologyenkov · Nyikolaj Akszjonov · Roman Moncsenko · Pavel Melnyikov · Szergej Matvejev · Alekszandr Lukjanov |

## Női

### Éremtáblázat
| Az 1996. évi nyári olimpiai játékok éremtáblázata női evezésben | Az 1996. évi nyári olimpiai játékok éremtáblázata női evezésben | Az 1996. évi nyári olimpiai játékok éremtáblázata női evezésben | Az 1996. évi nyári olimpiai játékok éremtáblázata női evezésben | Az 1996. évi nyári olimpiai játékok éremtáblázata női evezésben | Olimpia  |
| --------------------------------------------------------------- | --------------------------------------------------------------- | --------------------------------------------------------------- | --------------------------------------------------------------- | --------------------------------------------------------------- | -------- |
|                                                                 | Ország                                                          | Arany                                                           | Ezüst                                                           | Bronz                                                           | Összesen |
| 1.                                                              | Románia (ROU)                                                   | 2                                                               | 0                                                               | 0                                                               | 2        |
| 2.                                                              | Kanada (CAN)                                                    | 1                                                               | 2                                                               | 1                                                               | 4        |
| 3.                                                              | Ausztrália (AUS)                                                | 1                                                               | 0                                                               | 1                                                               | 2        |
| 3.                                                              | Fehéroroszország (BLR)                                          | 1                                                               | 0                                                               | 1                                                               | 2        |
| 5.                                                              | Németország (GER)                                               | 1                                                               | 0                                                               | 0                                                               | 1        |
|                                                                 |                                                                 |                                                                 |                                                                 |                                                                 |          |
| 6.                                                              | Egyesült Államok (USA)                                          | 0                                                               | 2                                                               | 0                                                               | 2        |
| 7.                                                              | Kína (CHN)                                                      | 0                                                               | 1                                                               | 0                                                               | 1        |
| 7.                                                              | Ukrajna (UKR)                                                   | 0                                                               | 1                                                               | 0                                                               | 1        |
|                                                                 |                                                                 |                                                                 |                                                                 |                                                                 |          |
| 9.                                                              | Dánia (DEN)                                                     | 0                                                               | 0                                                               | 1                                                               | 1        |
| 9.                                                              | Franciaország (FRA)                                             | 0                                                               | 0                                                               | 1                                                               | 1        |
| 9.                                                              | Hollandia (NED)                                                 | 0                                                               | 0                                                               | 1                                                               | 1        |
|                                                                 |                                                                 |                                                                 |                                                                 |                                                                 |          |
| Összesen                                                        | Összesen                                                        | 6                                                               | 6                                                               | 6                                                               | 18       |

### Érmesek
| Az 1996. évi nyári olimpiai játékok érmesei női evezésben | | | |
| Versenyszám                                               | Arany | Ezüst | Bronz |
| Egypárevezős                                              | Kacjarina Hadatovics · Fehéroroszország (BLR) | Silken Laumann · Kanada (CAN) | Trine Hansen · Dánia (DEN) |
| Kétpárevezős                                              | Kanada (CAN) · Kathleen Heddle · Marnie McBean | Kína (CHN) · Xiuyun Zhang · Mianying Cao | Hollandia (NED) · Irene Eijs · Eeke van Nes |
| Könnyűsúlyú kétpárevezős                                  | Románia (ROU) · Camelia Macoviciuc · Constanța Burcică-Pipotă | Egyesült Államok (USA) · Teresa Z. Bell · Lindsay Burns | Ausztrália (AUS) · Virginia Lee · Rebecca Joyce |
| Kormányos nélküli kettes                                  | Ausztrália (AUS) · Megan Leanne Still · Kate Elizabeth Slatter | Egyesült Államok (USA) · Missy Schwen · Karen Kraft | Franciaország (FRA) · Christine Gossé · Hélène Cortin |
| Négypárevezős                                             | Németország (GER) · Katrin Rutschow-Stomporowski · Jana Sorgers · Kerstin Köppen · Kathrin Boron                                                                                     | Ukrajna (UKR) · Olena Ronzsina · Inna Frolova · Szvitlana Mazij · Gyina Miftahutgyinova                                                                           | Kanada (CAN) · Laryssa Biesenthal · Diane O’Grady · Kathleen Heddle · Marnie McBean |
| Nyolcas                                                   | Románia (ROU) · Liliana Gafencu · Veronica Cochelea-Cogeanu · Elena Georgescu · Anca Tănase · Doina Spîrcu · Marioara Popescu · Ioana Olteanu · Elisabeta Oleniuc-Lipă · Doina Ignat | Kanada (CAN) · Anna van der Kamp · Tosha Tsang · Lesley Thompson · Emma Robinson · Jessica Monroe · Heather McDermid · Maria Maunder · Theresa Luke · Alison Korn | Fehéroroszország (BLR) · Natallja Lavrinyenka · Aljakszandra Panykina · Natallja Volcsak · Tamara Davidzenka · Valjancina Szkrabatun · Alena Mikulics · Natallja Sztaszjuk · Marina Znak · Jaraszlava Pavlovics |